# Ставка Верховного главнокомандующего (Украина)
Ставка Верховного главнокомандующего (укр. Ставка Верховного Головнокомандувача) — высший орган управления войсками и отдельными родами войск, а также правоохранительными службами и агентствами Украины, входящий в состав Вооружённых сил Украины, сформированный указом президента Украины № 72/2022 от 24 февраля 2022 года.

## Предыстория
24 февраля 2022 года Россия начала вторжение на Украину, что привело к обширным боестолкновениям между вооружёнными формированиями России, Украины, а также самопровозглашёнными ДНР и ЛНР, в том числе с использованием ракетно-бомбового вооружения со стороны России.
В качестве реагирования на боевые действия, президент Украины вводит на всей территории государства военное положение. После дня тяжёлых боёв с войсками противника, а также его продвижения вглубь территории страны, с массированными авиаударами и использованием десанта, создалась серьёзная и тяжёлая обстановка для вооружённых сил и правительства.
Для оптимизации управления и координирования действий вооружённых сил, правоохранительных органов и прочих органов власти, указом президента 24 февраля была сформирована ставка Верховного главнокомандующего Украины.

## Верховный главнокомандующий
Согласно статье 7 Закона Украины «О Вооружённых силах Украины», в особый период президент Украины, являющийся Верховным главнокомандующим Вооружённых сил Украины, может осуществлять руководство Вооружёнными силами и другими военными формированиями через Ставку верховного главнокомандующего.

## Структура и личный состав ставки
Председатель Ставки Верховного Главнокомандующего:
1. Зеленский, Владимир Александрович, с 24 февраля 2022 года, президент Украины.

Координатор Ставки Верховного Главнокомандующего:
1. Данилов, Алексей Мячеславович, с 24 февраля 2022 года, секретарь Совета нацбезопасности и обороны Украины.

Члены Ставки Верховного Главнокомандующего:
1. Иван Баканов, с 24 февраля 2022 года, экс-глава СБУ.
2. Кирилл Буданов, с 24 февраля 2022 года, начальник ГУР МО Украины.
3. Григорий Галаган, с 24 февраля 2022 года, командующий сил специальных операций ВС Украины.
4. Юрий Галушкин, с 24 февраля 2022 года, командующий сил территориальной обороны ВС Украины.
5. Сергей Дейнеко, с 24 февраля 2022 года, глава государственной пограничной службы Украины.
6. Андрей Ермак, с 24 февраля 2022 года, руководитель офиса президента Украины.
7. Валерий Залужный, с 24 февраля 2022 года, главнокомандующий ВС Украины.
8. Игорь Клименко, с 24 февраля 2022 года, глава национальной полиции Украины.
9. Сергей Крук, с 24 февраля 2022 года, председатель государственной службы Украины по чрезвычайным ситуациям.
10. Дмитрий Кулеба, с 24 февраля 2022 года, министр иностранных дел Украины.
11. Юрий Лебедь, с 24 февраля 2022 года, врио командующий национальной гвардии Украины.
12. Олег Иващенко, с 29 марта 2024 года, председатель службы внешней разведки Украины.
13. Максим Миргородский, с 24 февраля 2022 года, командующий десантно-штурмовым войском ВС Украины.
14. Денис Монастырский, с 24 февраля 2022 года, министр внутренних дел Украины.
15. Алексей Резников, с 24 февраля 2022 года, министр обороны Украины.
16. Сергей Рудь, с 24 февраля 2022 года, начальник управления государственной охраны Украины.
17. Руслан Стефанчук, с 24 февраля 2022 года, председатель верховной рады Украины.
18. Денис Шмыгаль, с 24 февраля 2022 года, премьер-министр Украины.
19. Юрий Щиголь, с 24 февраля 2022 года, председатель государственной службы специальной связи и защиты Украины.